# Таблетка (мини-альбом)
«Таблетка» — второй мини-альбом российского музыканта Мукка, выпущенный 14 ноября 2019 года на лейбле Rhymes Music. Альбом состоит из 6 треков, двое из них («Танцуй до утра» и «Не Та») были выпущены раннее в виде синглов.

## Об альбоме
26 сентября 2019 года вышел первый сингл «Танцуй до утра», а 24 октября вышел второй сингл «Не Та». 24 декабря 2019 года вышел клип на песню «Таблетка» в котором снялась Карина Karrambaby.

## Критика

### Отзывы в специализированных музыкальных изданиях
Алексей Мажаев из InterMedia задаётся вопросом, почему «Яндекс.Музыка» классифицирует альбомы Мукки как русский рок, а не как инди-рок или, например, хип-хоп, критик считает, что к хип-хопу «на российских музыкальных премиях причисляют всё, что не „Песня года“».  По мнению рецензента Мукку больше привлекает приведший к успеху путь Тимы Белорусских. Критик отметил, что только одна песня, «Мама, я пьян», продолжает напоминать «Пошлую Молли», а треки «Не та» и «Таблетка» с него — «это вполне себе поп, хотя и с довольно бескомпромиссным лексиконом».
Алексей поставил оценку 7,5 из 10.
Музыкальный портал The Flow в альбоме отметил обложку в стиле «Акиры». В тексте было отмечены «подростковые хартбрейки и строчки типа "Любит-не любит — это русская рулетка, а я люблю, когда работает таблетка"».

## Музыкальный жанр
Яндекс.Музыка классифицирует альбом Мукки как русский рок. Алексей Мажаев задается вопросом, почему жанр не характеризуют как поп, инди или хип-хоп. Критик считает, что «список стилей надо подвергнуть серьёзной ревизии», аргументируя это тем, что «поклонники Сергея Галанина, наткнувшись в поисках новинок любимого жанра на "Таблетку" Мукки, могут испытать шок».

## Коммерческий успех
Трек «Таблетка» попал на 12 место в ежедневном чарте YouTube Music за 30 декабря 2019 года и на 58 место в еженедельном чарте.

## Трек-лист
Адаптировано под Apple Music
| №  | Название                   | Длительность |
| -- | -------------------------- | ------------ |
| 1. | «Таблетка»                 | 2:46         |
| 2. | «Танцуй до утра»           | 3:46         |
| 3. | «Мама, я пьян»             | 3:27         |
| 4. | «Тёплый свитерок»          | 3:22         |
| 5. | «Не та»                    | 2:41         |
| 6. | «Не та (Acoustic Edition)» | 2:41         |

## Чарты
| Чарты (30.12.2019)     | Высшая позиция |
| ---------------------- | -------------- |
| Россия (YouTube Music) | 12             |

| Чарты (20 дек. – 26 дек. 2019 г.) | Высшая позиция |
| --------------------------------- | -------------- |
| Россия (YouTube Music)            | 58             |